# Kanton Droué
Kanton Droué (francouzsky Canton de Droué) je francouzský kanton v departementu Loir-et-Cher v regionu Centre-Val de Loire. Tvoří ho 12 obcí.

## Obce kantonu
- Bouffry
- Boursay
- La Chapelle-Vicomtesse
- Chauvigny-du-Perche
- Droué
- Fontaine-Raoul
- La Fontenelle
- Le Gault-Perche
- Le Poislay
- Romilly
- Ruan-sur-Egvonne
- Villebout